# Municipio de Waukenabo
El municipio de Waukenabo (en inglés: Waukenabo Township) es un municipio ubicado en el condado de Aitkin en el estado estadounidense de Minnesota. En el año 2010 tenía una población de 316 habitantes y una densidad poblacional de 3,36 personas por km².

## Geografía
El municipio de Waukenabo se encuentra ubicado en las coordenadas 46°44′39″N 93°39′6″O / 46.74417, -93.65167. Según la Oficina del Censo de los Estados Unidos, el municipio tiene una superficie total de 94.01 km², de la cual 86,04 km² corresponden a tierra firme y (8,47 %) 7,96 km² es agua.

## Demografía
Según el censo de 2010, había 316 personas residiendo en el municipio de Waukenabo. La densidad de población era de 3,36 hab./km². De los 316 habitantes, el municipio de Waukenabo estaba compuesto por el 93,99 % blancos, el 3,8 % eran afroamericanos, el 0,32 % eran amerindios, el 0,32 % eran de otras razas y el 1,58 % eran de una mezcla de razas. Del total de la población el 1,58 % eran hispanos o latinos de cualquier raza.